# Arrondissement d'Abbeville
Pour les articles homonymes, voir Abbeville (homonymie).
L'arrondissement d'Abbeville est une division administrative française, située dans le département de la Somme, en région Hauts-de-France.

## Composition

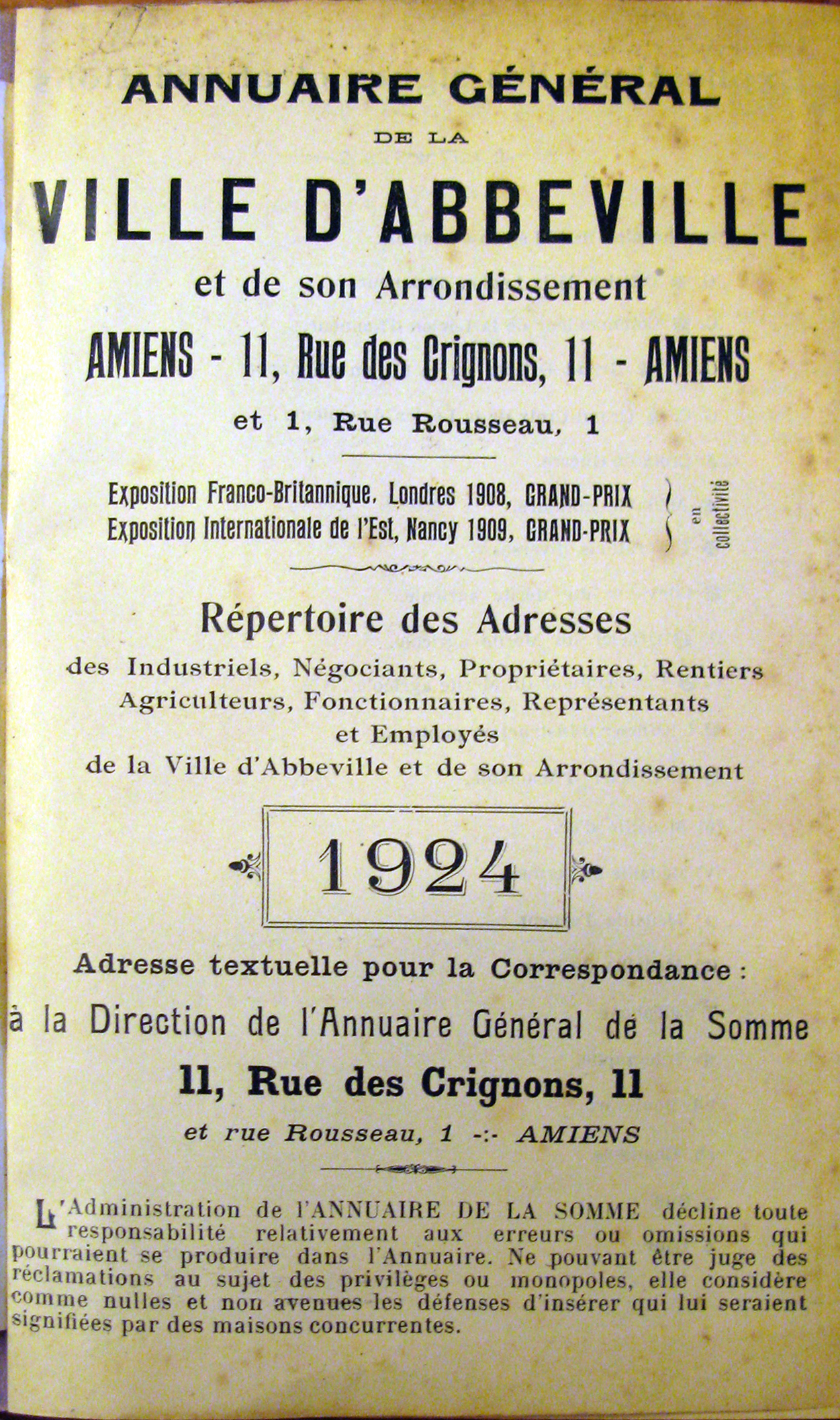
Annuaire général d'Abbeville et de son arrondissement (1924).

L'arrondissement est constitué de 2015 à 2016 des communes des cantons suivants  :
- Abbeville-1 ;
- Abbeville-2 ;
- Friville-Escarbotin ;
- Gamaches ;
- Poix-de-Picardie (uniquement les communes qui constituaient l'ancien canton d'Oisemont, rattaché à l'arrondissement en 2009) ;
- Rue.

Le 1er janvier 2017, l'arrondissement perd les 38 communes suivantes, qui sont rattachées par un arrêté du préfet de région du 23 décembre 2016 à l'arrondissement d'Amiens.  : Andainville, Aumatre, Avesnes-Chaussoy, Bermesnil, Cannessières, Cerisy-Buleux, Conteville, Domléger-Longvillers, Epaumesnil, Etrejust, Fontaine-le-Sec, Forceville-en-Vimeu, Foucaucourt-Hors-Nesle, Framicourt, Fresnes-Tilloloy, Fresneville, Fresnoy-Andainville, Frettecuisse, Heucourt-Croquoison, Hiermont, Inval-Boiron, Lignières-en-Vimeu, Le Mazis, Mouflières, Nesle-l'Hôpital, Neslette, Neuville-au-Bois, Neuville-Coppegueule, Oisemont, Rambures, Saint-Aubin-Rivière, Saint-Léger-sur-Bresle, Saint-Maulvis, Senarpont, Le Translay, Vergies, Villeroy et Woirel.
A l'inverse, les deux communes de Bettencourt-Rivière et de Condé-Folie sont transférées par le même arrêté de l'arrondissement d'Amiens à celui d'Abbeville.

### Découpage communal depuis 2015
Depuis 2015, le nombre de communes des arrondissements varie chaque année soit du fait du redécoupage cantonal de 2014 qui a conduit à l'ajustement de périmètres de certains arrondissements, soit à la suite de la création de communes nouvelles. Le nombre de communes de l'arrondissement d'Abbeville est ainsi de 200 en 2015, 200 en 2016 et 164 en 2017.
Au 1er janvier 2024, l'arrondissement groupe les 164 communes suivantes :
1. Abbeville
2. Acheux-en-Vimeu
3. Agenvillers
4. Aigneville
5. Ailly-le-Haut-Clocher
6. Allenay
7. Allery
8. Argoules
9. Arrest
10. Arry
11. Ault
12. Bailleul
13. Beauchamps
14. Béhen
15. Bellancourt
16. Bernay-en-Ponthieu
17. Béthencourt-sur-Mer
18. Bettencourt-Rivière
19. Biencourt
20. Le Boisle
21. Boismont
22. Boufflers
23. Bouillancourt-en-Séry
24. Bourseville
25. Bouttencourt
26. Bouvaincourt-sur-Bresle
27. Brailly-Cornehotte
28. Bray-lès-Mareuil
29. Brucamps
30. Brutelles
31. Buigny-l'Abbé
32. Buigny-lès-Gamaches
33. Buigny-Saint-Maclou
34. Bussus-Bussuel
35. Cahon
36. Cambron
37. Canchy
38. Caours
39. Cayeux-sur-Mer
40. Chépy
41. Citerne
42. Cocquerel
43. Condé-Folie
44. Coulonvillers
45. Cramont
46. Crécy-en-Ponthieu
47. Le Crotoy
48. Dargnies
49. Dominois
50. Dompierre-sur-Authie
51. Domqueur
52. Domvast
53. Doudelainville
54. Drucat
55. Eaucourt-sur-Somme
56. Embreville
57. Épagne-Épagnette
58. Ercourt
59. Ergnies
60. Érondelle
61. Estrébœuf
62. Estrées-lès-Crécy
63. Favières
64. Feuquières-en-Vimeu
65. Fontaine-sur-Maye
66. Fontaine-sur-Somme
67. Forest-l'Abbaye
68. Forest-Montiers
69. Fort-Mahon-Plage
70. Francières
71. Franleu
72. Fressenneville
73. Frettemeule
74. Friaucourt
75. Friville-Escarbotin
76. Froyelles
77. Frucourt
78. Gamaches
79. Gapennes
80. Gorenflos
81. Grand-Laviers
82. Grébault-Mesnil
83. Gueschart
84. Hallencourt
85. Hautvillers-Ouville
86. Huchenneville
87. Huppy
88. Lamotte-Buleux
89. Lanchères
90. Liercourt
91. Ligescourt
92. Limeux
93. Long
94. Longpré-les-Corps-Saints
95. Machiel
96. Machy
97. Maisnières
98. Maison-Ponthieu
99. Maison-Roland
100. Mareuil-Caubert
101. Martainneville
102. Méneslies
103. Mérélessart
104. Mers-les-Bains
105. Mesnil-Domqueur
106. Miannay
107. Millencourt-en-Ponthieu
108. Mons-Boubert
109. Mouflers
110. Moyenneville
111. Nampont
112. Neufmoulin
113. Neuilly-le-Dien
114. Neuilly-l'Hôpital
115. Nibas
116. Nouvion
117. Noyelles-en-Chaussée
118. Noyelles-sur-Mer
119. Ochancourt
120. Oneux
121. Oust-Marest
122. Pendé
123. Ponches-Estruval
124. Ponthoile
125. Pont-Remy
126. Port-le-Grand
127. Quend
128. Quesnoy-le-Montant
129. Ramburelles
130. Regnière-Écluse
131. Rue
132. Saigneville
133. Sailly-Flibeaucourt
134. Saint-Blimont
135. Saint-Maxent
136. Saint-Quentin-en-Tourmont
137. Saint-Quentin-la-Motte-Croix-au-Bailly
138. Saint-Riquier
139. Saint-Valery-sur-Somme
140. Sorel-en-Vimeu
141. Tilloy-Floriville
142. Le Titre
143. Tœufles
144. Tours-en-Vimeu
145. Tully
146. Valines
147. Vauchelles-les-Quesnoy
148. Vaudricourt
149. Vaux-Marquenneville
150. Vercourt
151. Villers-sous-Ailly
152. Villers-sur-Authie
153. Vironchaux
154. Vismes
155. Vitz-sur-Authie
156. Vron
157. Wiry-au-Mont
158. Woignarue
159. Woincourt
160. Yaucourt-Bussus
161. Yonval
162. Yvrench
163. Yvrencheux
164. Yzengremer

## Démographie
En 2022, l'arrondissement comptait 121 655 habitants.
| 1968    | 1975    | 1982    | 1990    | 1999    | 2006    | 2011    | 2016    | 2021    |
| ------- | ------- | ------- | ------- | ------- | ------- | ------- | ------- | ------- |
| 132 867 | 135 501 | 133 028 | 131 494 | 131 215 | 127 892 | 134 951 | 125 867 | 122 466 |

| 2022    | - | - | - | - | - | - | - | - |
| ------- | - | - | - | - | - | - | - | - |
| 121 655 | - | - | - | - | - | - | - | - |

## Administration
| Période          | Période               | Identité                     | Fonction précédente | Observation |
| ---------------- | --------------------- | ---------------------------- | ------------------- | ----------- |
| 4 avril 1800     | 7 avril 1814(révoqué) | André Dumont                 |                     |             |
|                  |                       |                              |                     |             |
| 24 mai 1876      | mai 1877              | Oscar Poli de Saint-Trouquet |                     |             |
|                  |                       |                              |                     |             |
| septembre 2007   | février 2010          | Maryse Moracchini            |                     |             |
| février 2010     | août 2013             | Philippe Dieudonné           |                     |             |
| 2 septembre 2013 | novembre 2016         | Jean-Claude Geney            |                     |             |
| 9 janvier 2017   | septembre 2018        | Benoît Lemaire               |                     |             |
| octobre 2018     | octobre 2022          | Philippe Fournier-Montgieux  |                     |             |
| octobre 2022     | En cours              | Christine Royer              |                     |             |